# Martha Griffiths
Martha Griffiths, född 1912, död 2003, var en amerikansk politiker (demokrat). Hon satt i Representanthuset för Michigan 1955-1974. Hon har kallats modern till Equal Rights Amendment.
Hon är inkluderad i National Women's Hall of Fame. 